# Manuel Pereira de Sampaio
Manuel Pereira de Sampaio (Lagos, 1692 - Roma, Fevereiro de 1750), foi um diplomata português. Na posição de ministro e plenipotenciário de D. João V na Santa Sé (1740-1750), devem-se a este diplomata as negociações para a atribuição do título "Sua Majestade Fidelíssima" e a execução do que actualmente se conhece como "Álbum Weale", inventariando as encomendas artísticas destinadas ao Complexo Palaciano da Ribeira (Basílica Patriarcal de Lisboa) e à Igreja de São Roque (Capela de São João Baptista).
Manuel Pereira de Sampaio nasceu em Lagos, em 1692, e era o filho bastardo de um pequeno fidalgo do Algarve. As suas origens, acopladas ao prestígio do cargo para o qual foi nomeado, incomodavam a nobreza lisboeta. Sabe-se apenas que foi governador da Igreja de Santo António dos Portugueses, em Roma, e que os meios culturais romanos lhe eram familiares. A sua competência, os elogios que lhe faz Papa Bento XIV ao rei, e a relação de proximidade entre Pereira de Sampaio e o padre jesuíta e astrónomo João Baptista Carbone (o secretário pessoal de D. João V), terão sido factores determinantes para a sua nomeação como ministro de Portugal em Roma.
Manuel Pereira de Sampaio faleceu, provavelmente com um ataque de asma, em fevereiro de 1750, quando estava no porto de Civitavecchia a acompanhar a expedição para Lisboa de algumas das obras de arte destinadas à Basílica Patriarcal de Lisboa. Encontra-se sepultado na Igreja de Santo António dos Portugueses, em Roma, numa magnífica capela projectada por Luigi Vanvitelli e com a componente escultórica a cargo de Filippo della Valle e Gaspare Sibilla.